# Етелдред Бенетт
Етелдред Бенетт (англ. Etheldred Benett; 22 липня 1776, Тісбері, Вілтшир, Англія, Велика Британія — 11 січня 1845, Нортон Бавант, Вілтшир, Англія, Велика Британія) — англійська геологиня і палеонтологиня. Одна з перших жінок Великої Британії, які виявили себе в цих областях.

## Життєпис
Етелдред Бенетт народилася в Тісбері 1776 року. Її батьком був вілтширський землевласник Томас Бенетт. Більшу частину життя Етелдред провела в родинному будинку Бенеттів у Нортон Баванті, поблизу Вармінстера. Дівчинку виховували гувернантки; ґрунтовнішої освіти вона не мала. Ймовірно, інтерес до збирання скам'янілостей — в той час це було популярне хобі — виник у неї під впливом її родича Ейлмера Бурка Ламберта. Він був членом Лондонського королівського і Ліннеївського товариств і натуралістом широкого профілю, захоплювався також збиранням мінералів і скам'янілостей. Місцевість навколо Тілсбері надавала сприяла подібним заняттям, і до 1810 року Етелдред вже зібрала власну колекцію скам'янілостей. Вона не була одруженою, її не пов'язували жодні сімейні зобов'язання, тому могла повністю присвятити себе своєму захопленню. Основними місцями її пошуків були навколишні кар'єри та узбережжя Дорсета, де вона проводила літні місяці. На відміну від багатьох інших палеонтологів-аматорів, Бенетт вміла зіставляти знайдені зразки з характером формацій, у яких вони містились, застосовуючи метод Вільяма Сміта. Багато із зібраних нею зразків стали згодом матеріалом для ілюстрацій Джеймса Совербі в його «Mineral Conchology of Great Britain» (1812—1820). Крім того, Совербі опублікував, не повідомивши про це Бенетт, отриману від неї інформацію про кар'єр Чіксгроув (Chicksgrove Quarry) у Вілтширі.

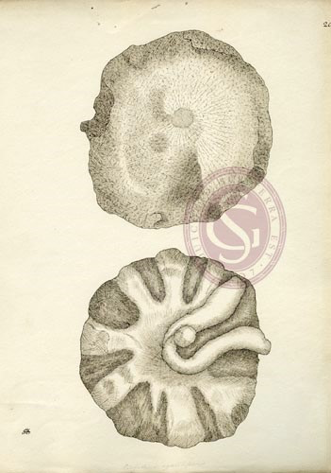
Е. Бенетт. Замальовки скам'янілостей Alcyonia

Етелдред Бенетт листувалася з багатьма провідними геологами свого часу, серед яких Гідеон Мантелл, Вільям Бакленд і Джордж Грінаф. Для роботи останнього, «Geographical Map of England and Wales», вона надала стратиграфічні дані по Вілтшир. Крім того, 1818 року Етелдред вирішила скласти стратиграфічний каталог власної колекції, яка налічувала на той час кілька тисяч примірників. Однак ця робота затягнулася на довгі роки й була опублікована 1831 року як частина третього тому «Сучасної історії Вілтшира», написаної Річардом Хоаром. Того ж року Етелдред опублікувала свій каталог окремим виданням; хоча він вийшов невеликим накладом і не призначався для продажу, видання незабаром набуло популярності серед геологів і музейних працівників, оскільки містило описи та ілюстрації нових видів.
Бенетт часто дарувала примірники зі своєї колекції музеям і приватним колекціонерам. Деякі з них відіслано в музей Санкт-Петербурга, що спричинило цікаве непорозуміння: цар вирішив, що дарувальник — чоловік, і розпорядився надати їй почесне звання доктора цивільного права. Що стосується основної частини колекції Бенетт, то після її смерті 1845 року колекцію розділено і розпродано. Деякі примірники отримав Британський музей, Йоркширський музей і Геологічне товариство. Основну частину придбав американець Томас Вілсон, який потім пожертвував її Філадельфійській академії природничих наук. Потім колекція зникла і довгі роки вважалася втраченою. Лише 1980 року її знову виявлено, причому в самій Академії. Колекція містила 9000 зразків близько 3000 видів, зокрема ряд типових екземплярів, що робило її особливо цінною. Каталог колекції, також втрачений, не знайдено.
Етелдред Бенетт померла 11 січня 1845 року у своєму маєтку Нортон-Хауз у Вілтширі. Вона — одна з перших жінок, які зробили істотний внесок у розвиток геології й палеонтології. Гідеон Мантелл назвав на її честь вид губок Ventriculites benettiae.